# الحملة الهولندية على الساحل الغربي لسومطرة

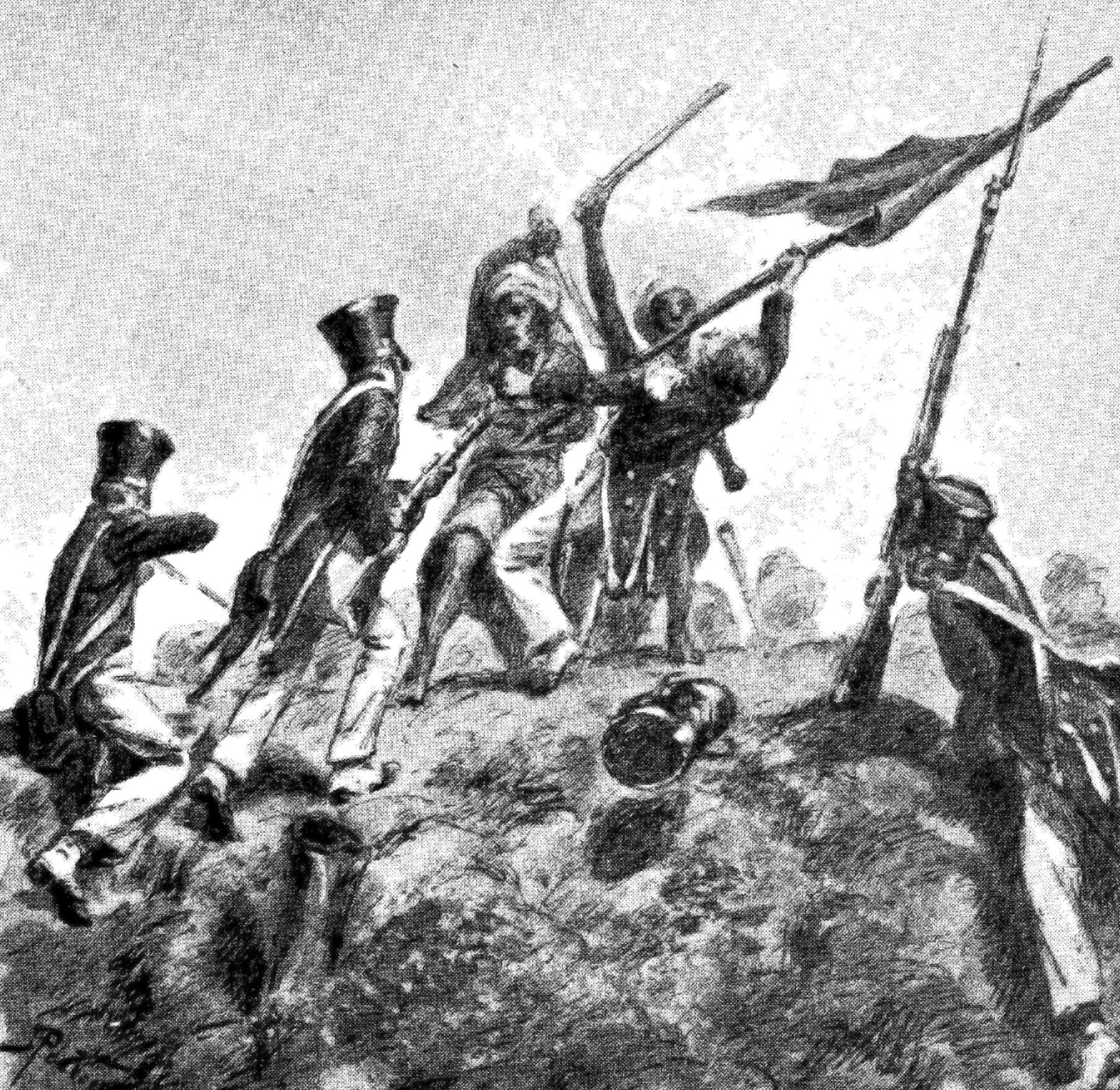
الملازم بيشوف في الموقعة على أرض سومطرة

الحملة الهولندية على الساحل الغربي لسومطرة كانت حملة عقابية لجيش جزر الهند الشرقية الملكي في عام 1831. وأرسلت البحرية الأمريكية -ردا على نفس الحادث- حملة عقابية في عام 1832.
قيدت المعاهدة الأنجلو-هولندية لعام 1824 حرية الحركة الهولندية في سلطنة آتشيه في جزيرة سومطرة. وأكدت المعاهدة على استقلال اتشيه واجبرت الهولنديين على ضمان سلامة الشحن والتجارة البرية في اتشيه وما حولها. في عام 1831 نهب بعض قراصنة آتشيه سفينة الصداقة الأمريكية في كوالا باتيه. قامت السفينة الهولندية المارة «دوليفن» بمحاولة إنقاذ السفينة، لكن الخوف من حرب مفتوحة مع آتشيه وأزمة دبلوماسية مع بريطانيا منعت استجابة هولندية أكبر. وقد اشتعلت آتشيه، احتلت باروس وهاجمت المواقع الهولندية. كان الرد الهولندي هو إعلان أن باروس وسينغكيل وتابوس كانوا خارج حدود سلطنة آتشيه وليجهزوا حملة لاحتلالهم باسم حكومة باتافيا.
وقد أُمر اللفتنانت كولونيل «رويبس» قائد الحملة لباروس بالمضي قدمًا في البلدة، ولم يشارك في الهجوم إلا عند الضرورة القصوى. في واحدة من تلك المواجهات، أصيب بجروح قاتلة جراء إطلاق النار. أخذ بديله «ميشيلز» سربا من 700 رجل وهاجم باروس. تسلق اللفتنانت بيشوف حاجزًا لأحد الأعمال الدفاعية وأزال علم آتشيه، حيث تلقى 11 جرحًا كليونجًا (سلاح إندونيسي حاد) في هذا الهجوم. تاركين وراءهم أسلحتهم وذخائرهم، تراجع الآتشهين إلى تابوس وسينغكيل، حيث كان القوة الرئيسية لشعب آتشيه بقيادة محمد عارف تنتظرهم. مرة أخرى تم طرد الآتشهين، وبالتالي تم تأسيس السلطة الهولندية في سينغكيل.